# Вивальди, Хуан Мануэль
Хуан Мануэль Вивальди (исп. Juan Manuel Vivaldi, 17 июля 1979, Буэнос-Айрес, Аргентина) — аргентинский хоккеист (хоккей на траве), вратарь. Чемпион летних Олимпийских игр 2016 года, участник летних Олимпийских игр 2004 и 2012 годов, бронзовый призёр чемпионата мира 2014 года, двукратный чемпион Америки 2013 и 2017 годов, трёхкратный чемпион Панамериканских игр 2011, 2015 и 2019 годов, серебряный призёр Панамериканских игр 2007 года, чемпион Южноамериканских игр 2014 года.

## Биография
Хуан Мануэль Вивальди родился 17 июля 1979 года в Буэнос-Айресе
Играл в хоккей на траве за «Банко Провинсия» из Висенте-Лопес.
С 2001 года выступает за сборную Аргентины, провёл 270 матчей.
В 2004 году вошёл в состав сборной Аргентины по хоккею на траве на летних Олимпийских играх в Афинах, занявшей 11-е место. Играл на позиции вратаря, провёл 1 матч, пропустил 4 мяча от сборной Великобритании.
В 2008 году стал бронзовым призёром Трофея чемпионов.
В 2012 году вошёл в состав сборной Аргентины по хоккею на траве на летних Олимпийских играх в Лондоне, занявшей 10-е место. Играл на позиции вратаря, провёл 6 матчей.
В 2014 году завоевал бронзовую медаль чемпионата мира в Гааге и стал чемпионом Южноамериканских игр в Сантьяго.
В 2016 году вошёл в состав сборной Аргентины по хоккею на траве на летних Олимпийских играх в Рио-де-Жанейро и завоевал золотую медаль. Играл на позиции вратаря, провёл 8 матчей, пропустил 17 мячей (шесть от сборной Германии, три — от Нидерландов, по два — от Индии, Ирландии и Бельгии, один — от Испании).
В сезоне-2016/2017 завоевал серебряную медаль Мировой лиги.
В 2013 и 2017 годах выигрывал золотые медали чемпионата Америки.
Трижды становился чемпионом Панамериканских игр — в 2011 году в Гвадалахаре, в 2015 году в Торонто, в 2019 году в Лиме. Кроме того, в 2007 году выиграл серебро на Панамериканских играх в Рио-де-Жанейро.
Трижды был призёром Вызова чемпионов, завоевав золото в 2005 и 2007 годах, бронзу в 2001 году.